# L'Homme révolté
Pour un article plus général, voir Philosophie d'Albert Camus.

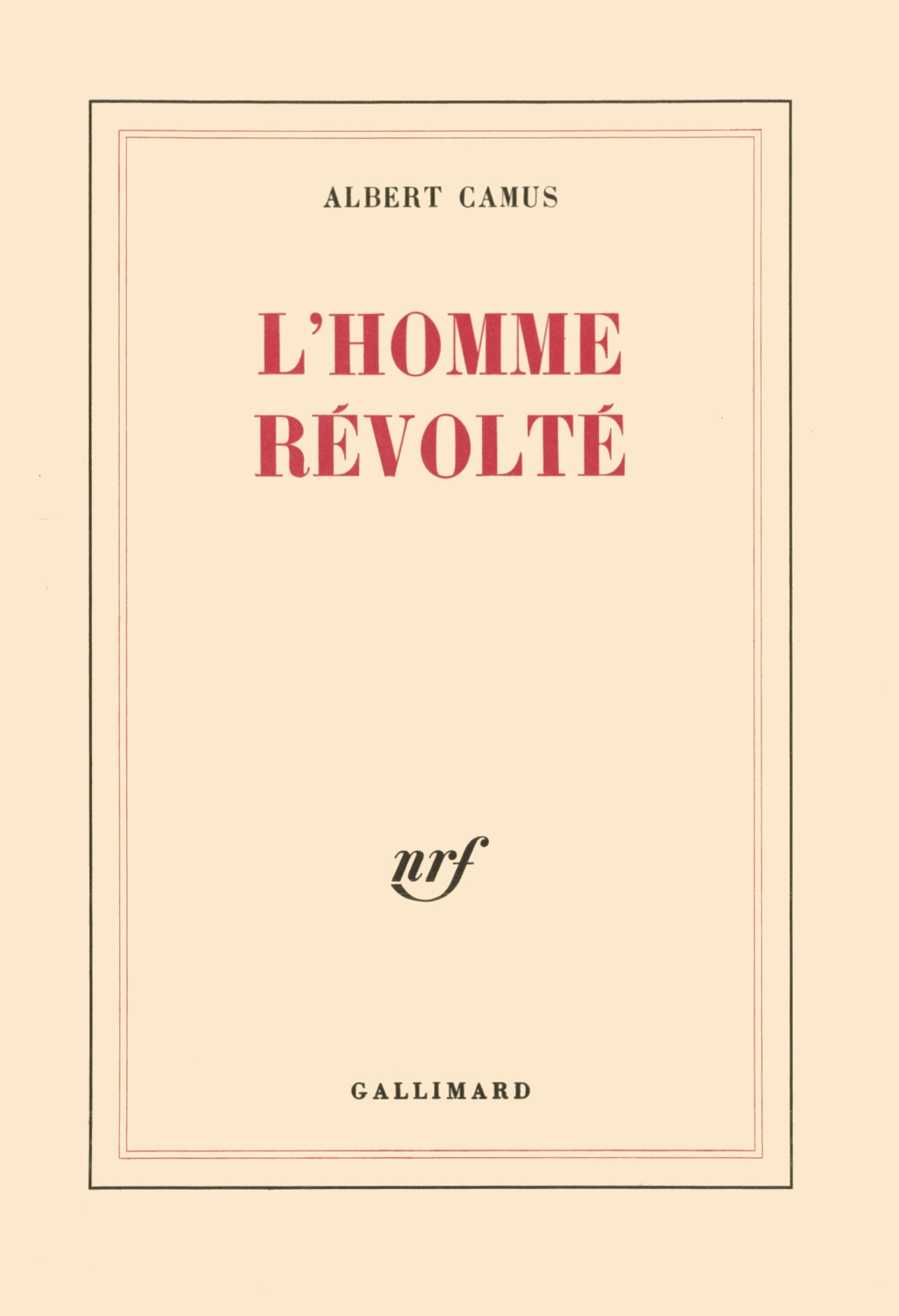
l'homme révolté, un livre d'Albert Camus

L'Homme révolté est un essai rédigé par Albert Camus et publié en 1951. Il fait suite à son exploration de la « négation » notamment avec  Le Mythe de Sisyphe qui traitait principalement du caractère absurde de l'existence à travers le thème du suicide. Avec L'Homme révolté, Camus se concentre au contraire sur le positif et le dépassement de l'absurde.
Il y distingue notamment la révolte — un refus positif — et les révolutions qui, perdant de vue leur révolte initiale, sont tombées dans le nihilisme, ont sacrifié le réel au profit de l'idéologie, et rationalisé le meurtre.

## Présentation

### Plan
L'Homme révolté se divise en cinq grandes parties, qui traitent de l'esprit, du développement et de l'expression de la révolte :
- L'Homme révolté ;
- La Révolte métaphysique ;
- La Révolte historique ;
- Révolte et art ;
- La Pensée de midi.

Camus y étudie successivement les conceptions de Lucrèce, Épicure, Sade, les dandys, Vigny, Dostoïevski, Nietzsche, Lautréamont, Rimbaud, Stirner, Marx, les surréalistes, Rousseau, Saint-Just, Hegel et de Maistre. La dialectique du maître et de l'esclave est réexploitée par Camus, de même que la révolution marxiste, l'athéisme ou l'antithéisme de certains philosophes et surtout, la substance ascétique de la révolte.

### Résumé
« Qu'est-ce qu'un homme révolté ? Un homme qui dit non. Mais s'il refuse, il ne renonce pas : c'est aussi un homme qui dit oui, dès son premier mouvement. » D'apparence, il existe une limite à la révolte. Cependant, la révolte est un droit. La révolte naît de la perte de patience. Elle est un mouvement et se situe donc dans l'agir. Elle se définit par le « Tout ou Rien », le « Tous ou Personne ». En premier, elle soumet l'idée d'égalité : position d'égal à égal entre le maître et l'esclave. Mais le révolté finit par imposer cette égalité qui se traduit souvent par une inversion des rôles (dialectique hégélienne).
Suivant le raisonnement de Scheler, l'homme révolté n'est pas l'homme du ressentiment, c'est-à-dire qu'il ne baigne ni dans la haine ni dans le mépris. La révolte enfante des valeurs. De fait, « pour être, l'homme doit se révolter ». La révolte extirpe l'homme de la solitude puisqu'elle est collective, c'est l'« aventure de tous ». Néanmoins, faire l'expérience de la révolte, c'est faire l'expérience de l'ascèse.
Les mythes de Prométhée, d'Achille (avec Patrocle), d'Œdipe et d'Antigone, sont des archétypes de révoltes antiques au même titre que la révolte de Spartacus.
La révolte est souvent légitime, elle est l'expression la plus pure de la liberté et semble revêtir le visage de l'espoir. De surcroît, la révolte impose une tension, elle refuse donc formellement le confort de la tyrannie ou de la servitude. Le révolutionnaire a la volonté de « transformer le monde » (Marx) alors que le révolté veut « changer la vie » (Rimbaud).

## Citations
- « Plutôt mourir debout que de vivre à genoux. »
- « Dans l'épreuve quotidienne qui est la nôtre, la révolte joue le même rôle que le cogito dans l'ordre de la pensée : elle est la première évidence. Mais cette évidence tire l'individu de sa solitude. Elle est un lien commun qui fonde sur tous les hommes la première valeur. Je me révolte, donc nous sommes. »
- « L'histoire prodigieuse qui est évoquée ici est l'histoire de l'orgueil européen. […] L'homme est la seule créature qui refuse d'être ce qu'elle est. La question est de savoir si ce refus ne peut l'amener qu'à la destruction des autres et de lui-même. Si toute révolte doit s'achever en justification du meurtre universel, ou si, au contraire, sans prétention à une impossible innocence, elle peut découvrir le principe d'une culpabilité raisonnable. » (Introduction)
- « La révolte n'est nullement une revendication de liberté totale. Au contraire, la révolte fait le procès de la liberté totale. Elle conteste justement le pouvoir illimité qui autorise un supérieur à violer la frontière interdite. Loin de revendiquer une indépendance générale, le révolté veut qu'il soit reconnu que la liberté a ses limites partout où se trouve un être humain [...]. Le révolté exige sans doute une certaine liberté pour lui-même; mais en aucun cas, s'il est conséquent, le droit de détruire l'être et la liberté d'un autre. Il n'humilie personne. La liberté qu'il réclame, il la revendique pour tous; celle qu'il refuse, il l'interdit à tous. » (La pensée de midi: Révolte et Meurtre)
- « La vraie générosité envers l'avenir consiste à tout donner au présent. » (La pensée de midi: Au-delà du Nihilisme)

## Critiques
- Le Mythe de Sisyphe et L'Homme révolté ont été qualifiées comme des œuvres de moraliste plutôt que de philosophe, ce qui a beaucoup été reproché à Camus, en particulier par des existentialistes[5].
- Dans Révolte sur mesure, un double numéro spécial de la revue La Rue[6] mis à disposition du mouvement surréaliste[7] en 1952, Benjamin Péret note d'« étonnantes convergences » entre L'Homme révolté et Sociologie du communisme de Jules Monnerot, notamment dans « Le terrorisme d'État et la terreur irrationnelle », où l'on retrouve, selon lui, « les visées impériales du stalinisme », « le messianisme attribué à Marx », « l'opposition entre ce dernier et l'esprit grec », « le rapport entre marxisme et christianisme », ou « le rôle du syndicalisme révolutionnaire »[8]. Toujours selon lui, seul « l'amalgame entre communisme et stalinisme » y est propre à Camus[8],[N 1]